# 華察
華察（1497年—1574年），字子潛，号鴻山、又号洪山，直隸常州府無錫縣（今江苏省无锡市）人，明朝政治人物。嘉靖丙戌進士，官至翰林院掌院學士。
华察即民间小说《三笑姻缘》（俗称“唐伯虎点秋香”）中的“华太师”原型。

## 生平
弘治十年（1497年）六月六日，華察生于常州府無錫縣。嘉靖元年（1522年）中举人，嘉靖五年（1526年）举进士，选为庶吉士。嘉靖八年（1529年），庶吉士业成，以户部主事身份出督淮粮，尽心理财。事毕，引疾归养。至次年病愈，起为兵部主事。
嘉靖十八年（1539年），受封为正使，赐一品服，与副使薛廷宠等出使朝鲜，有专著《皇华集》记录出使事。此书对研究明代中朝关系有重大价值。
返国后，因受谗言，华察再次引疾驰归。三年后，嘉靖二十二年（1543年）又出仕，擢翰林侍讲学士，主持侍读学士署院。不久与严嵩不合，而第三次疏请乞归，从此绝志当世，耕耘故里。

## 著作
工詩文，與同里施漸、姚咨及僑居無錫的蘇州人王懋明，有「錫山四友」之稱。著有《碧山堂》、《知退軒》、《翰苑留院》、《東行紀興》、《巖居》諸稿，另纂《華氏家乘》九卷、《續傳芳集》六卷。

## 軼事
- 华察出使朝鲜时，朝鲜国王于宴飨席间出对：“皂荚倒垂千锭墨。”一时无人能答，华察即口应云：“芭蕉斜卷一封书。”座皆惊异[11]。

- 除了大众耳熟能详的“唐伯虎点秋香”之传闻，在无锡还有“千日造隆亭，一夜改东亭”的民间故事。谓华察归乡后在无锡东亭家族故里寄情园林，大造豪宅，因其为官时廉正刚直，得罪了不少人，遂有人依此向朝廷告以华察欲称帝，因东亭时名隆亭，在隆亭建豪宅犹言“龙亭”。明世宗知后派员暗查，而华察亦早已悉知，便制作大量印刻有“东亭”字样的豆腐干分送乡民，钦差见此豆腐干，以为此地名东亭，隆亭为讹传，此事遂消，东亭之名亦由此而来[12]。

## 家族
祖父華燁；父華謹，州判官 封兵部郎中。子華伯貞、華仲亨、華叔陽。
华氏乃无锡地方望族，世代簪缨。其族源起南齐大孝子华宝。华察即系无锡华氏宗族通四怡隐支十六世传人，为华谨子，原居无锡东亭，后迁，而荡口华氏家族亦随之繁衍。近代，数学家华蘅芳、左派漫画家华君武、实业家华绎之等均为其后人。
现在无锡东亭有华学士牌坊、在荡口有华氏义庄等遗迹可寻。